# Bacanius misellus
Bacanius misellus är en skalbaggsart som beskrevs av J. L. Leconte 1853. Bacanius misellus ingår i släktet Bacanius och familjen stumpbaggar. Inga underarter finns listade i Catalogue of Life.